# アラダール・コヴァチ
アラダール・コヴァチ（Aladár Kovácsi、1932年12月11日 - 2010年4月8日）は、ハンガリーの男子近代五種競技選手。ブダペスト出身。
1952年ヘルシンキオリンピックの近代五種競技に19歳で出場し男子個人で12位、団体で金メダルを獲得した。後に産婦人科医となった。